# Schützenbruderschaft
Die Schützenbruderschaften in Deutschland und dem benachbarten Ausland basieren meist auf historischen Bürgerwehren, die besonders kirchliche Veranstaltungen schützten. Im Unterschied zu säkularen (Sport-)Schützenvereinen steht die Mitgliedschaft in Schützenbruderschaften in der Regel nur Personen mit christlicher Konfession offen. Viele Schützenbruderschaften haben sich jedoch im Zuge der allgemeinen Säkularisierung der Gesellschaft für jedermann geöffnet. Auch heute nehmen Schützen der Schützenbruderschaften an Prozessionen und kirchlichen Festen teil – mit Bannern, Spalieren und Umzügen. Schützenbruderschaften veranstalten regelmäßig Schützenfeste mit Königsschießen.
Während bei Schießclubs und anderen Schützenvereinen oft das sportliche Schießen im Vordergrund des Vereinslebens steht, spielt dies bei Schützenbruderschaften zwar auch eine gewichtige Rolle, tritt aber hinter den karitativen und kirchlichen Aufgaben der Bruderschaften zurück, die sie als römisch-katholischer Verband zu erfüllen haben.

## Geschichte der Schützenbruderschaften

### Entstehung im Mittelalter
Die Entstehung des Schützenwesens reicht in Deutschland und dem benachbarten Ausland bis weit in das Mittelalter zurück. Älteste urkundliche Erwähnungen von Schützengilden stammen aus dem Jahr 1139 aus Gymnich und 1190 aus Düsseldorf.
Die Bruderschaften hatten in dieser Zeit die Aufgabe, Haus und Hof in Kriegszeiten, bei Seuchengefahren und Glaubensstreitigkeiten zu schützen, besonders aber vor Gesindel, brandschatzenden Banden und Räubern zu verteidigen. In der Frühzeit ihres Bestehens waren sie reine Selbstschutzgemeinschaften. Die herrschenden Stände und Magistrate sahen dies sehr gerne, weil ihnen durch solche Gemeinschaften Aufgaben und Pflichten der Bevölkerung gegenüber abgenommen wurden. Dadurch erfuhren diese Gemeinschaften und Schützengilden eine große Unterstützung und erhielten weiteren Auftrieb. Es blieb im Laufe der Jahre jedoch nicht bei den Aufgaben des Selbstschutzes. Schon damals nahmen die Schützen an öffentlichen Festlichkeiten teil. Hierbei traten sie nicht nur als Veranstalter in Erscheinung, sondern auch als schützende oder ordnende Organisation, wie es ihre ursprüngliche Aufgabe war. Dies war besonders bei allen kirchlichen Veranstaltungen, Festen und Prozessionen der Fall. Dieses als militärisch zu bezeichnende Wesen der Schützengilden herrschte etwa in der Zeit vom 14. bis zum 16. Jahrhundert vor.
Ab dem 17. Jahrhundert jedoch wurden dann Verteidigung und Ordnung fast ausschließlich von bezahlten Söldnern übernommen. Dadurch verlor die militärische Funktion der Schützengilden immer mehr an Bedeutung. Um jedoch ihre bisherige Tätigkeit nicht einfach aufgeben zu müssen, gingen die Schützen dazu über, Feste mit Schießübungen und Wettbewerben zu veranstalten. Die ersten Schützenfeste waren hiermit geboren. Als Ausnahme kann hier die St. Sebastianus Schützenbruderschaft Geseke 1412 e. V. genannt werden, welche im Dreißigjährigen Krieg die Stadt gegen den Herzog Christian von Braunschweig-Wolfenbüttel verteidigte, sodass Geseke als einzige angegriffene Stadt nicht eingenommen worden konnte.
Etwa im 18. Jahrhundert war diese Entwicklung abgeschlossen. Aus den ehemals militärischen Schützengilden waren nun rein bürgerliche Vereinigungen geworden. Was aus dieser Zeit blieb, war die starke und feste Bindung zur Kirche. Die religiöse Betätigung wurde im Laufe der Zeit die wichtigste Aufgabe der Schützengilden. Diese enge Bindung zur Kirche erfolgte zwangsläufig, weil die Kirche in dieser Zeit eine gewichtige Rolle auch in Politik und Gesellschaft innehatte und so war eine bürgerliche Vereinigung ohne Unterstützung der Kirche so gut wie unmöglich. Die Schützengilden entwickelten sich vor diesem gesellschaftlichen Hintergrund zu Bruderschaften. Neben dem Schutz bei kirchlichen Feiern und Prozessionen kamen karitative Aufgaben hinzu. Durch diese Schwerpunkte – wehrhafter Schutz, verbunden mit Disziplin, Nächstenliebe und Gebet – entwickelte sich das eigentliche Wesen der Schützenbruderschaften. Aus diesem Geist heraus entstand die bis in die heutige Zeit bindende Parole „Für Glaube, Sitte und Heimat“.

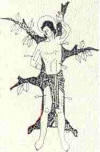
Sebastianus, der geläufigste Schützenheilige

Alsbald gingen immer mehr Schützenbruderschaften dazu über, einen Schutzpatron zu erwählen und in ihrem Vereinsnamen zu manifestieren. Die meisten entschieden sich für den heiligen Sebastianus, andere für Eustachius, Hubertus (vgl. Hirschlegende) oder den/die Patron/Patronin der jeweiligen Pfarrgemeinde. Häufig kam es vor, dass der Schutzpatron einer im Ort besonders stark vertretenen Berufsgruppe gewählt wurde, wie beispielsweise in Bergbaugebieten die hl. Barbara.

### Bruderschaften zur Zeit der Aufklärung
Im Laufe der weiteren Entwicklung des Bruderschaftswesens waren erhebliche Schwierigkeiten zu überwinden, besonders im Zusammenhang mit den gesellschaftlichen und politischen Umbrüchen des späten 18. Jahrhunderts. Viele der im Mittelalter gegründeten Vereine lösten sich auf. Andere Landesherren hingegen retteten ihre Schützenbruderschaften dadurch, dass sie versuchten, mit Verordnungen und Erlassen die Ordnung der Bruderschaften wiederherzustellen, da viele mittlerweile ihre alleinige Aufgabe darin sahen, Schießwettkämpfe und Feste zu veranstalten. Es bedurfte erheblicher Anstrengungen, die Schützenbruderschaften wieder an ihre originären Aufgaben heranzuführen.
Eine besonders schwierige Zeit hatten die Schützenbruderschaften unter Napoleon I. zu bewältigen. Viele verloren ihr Vereinsvermögen und ihre Tätigkeiten wurden ihnen untersagt. Erst nach dem Wiener Kongress im Jahre 1815 erlebten die Schützenbruderschaften eine Renaissance. Das Rheinland wurde durch die Gebietsänderungen dem preußischen Reich zugeordnet und eine Entfaltung des Bruderschaftswesens wurde von der preußischen Regierung nicht als störend empfunden.

### Gegenwart

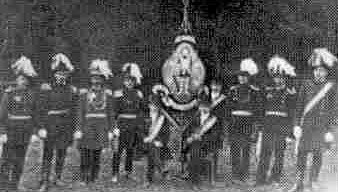
Schützen im Jahr 1924

Das 20. Jahrhundert brachte für das Bruderschaftswesen noch einmal harte Bewährungsproben und Überlebenskämpfe, als zum Ausbruch der beiden Weltkriege keine öffentlichen Veranstaltungen mehr abgehalten werden durften und nach den Kriegsenden von den Siegermächten die Ausübung des Schützenwesens vorübergehend untersagt wurde, da diese zunächst einmal in den Bruderschaften paramilitärische Vereinigungen in den Reihen der Besiegten sahen. Erst durch den Einsatz und die Überzeugungskraft vieler dem Schützenwesen Verbundener konnte nach Ende des Zweiten Weltkrieges der Bruderschaftsgedanke weiter gepflegt werden.
Um das Schützenwesen attraktiver für die Jüngeren zu machen, werden neben den Schützenfesten speziell für junge Leute ausgelegte Jungschützentage auf Diözesan- und Bundesebene ausgerichtet. Weiterhin bieten manche Bruderschaften auch Sommerlager, Ausflüge und andere Freizeitaktivitäten an, oft zusammen mit der Kirchengemeinde, zu der lokal starke Bindungen bestehen können. Auch werden Wettkämpfe in verschiedensten Disziplinen veranstaltet, so Schießwettbewerbe und Fahnenschwenker-Wettbewerbe.

## Gliederung einer Schützenbruderschaft
Der oder die Vorsitzende einer Schützenbruderschaft ist der Brudermeister bzw. die Brudermeisterin. Dieser wird von der Mitgliederschaft regelmäßig mit dem weiteren Vorstand gewählt. In manchen Gegenden, z. B. Ostwestfalen, gliedern sich Schützenbruderschaften auch nach militärischen Rängen, hier wird der Vorsitzende Oberst oder Hauptmann genannt. Es gibt dann eine militärische Hierarchie im Vorstand. In verschiedenen Bruderschaften besteht auch eine Synergie zwischen beiden Gliederungsformen. So besteht der geschäftsführende Vorstand aus Brudermeister, Geschäftsführer usw., die einzelnen Untergruppierungen werden aber wiederum von Hauptleuten geführt und vertreten, denen ein Oberst als Mitglied des Hauptvorstandes vorsteht.
In seltenen Fällen gibt es in Bruderschaften noch die sogenannte Regelbeförderung, wo jedes Jahr der Oberst als Vorsitzender ausscheidet und alle anderen Vorstandsmitglieder einen Posten nach oben nachrücken. Es muss also jedes Jahr ein neues Vorstandsmitglied gewählt werden.
Geistliches Oberhaupt einer Bruderschaft ist der Präses. Bei diesem handelt es sich meistens um den Ortspriester der Gemeinde, in der die Bruderschaft beheimatet ist.
Untergruppierungen in einer Schützenbruderschaft sind die Jungschützengruppe und das Uniformiertenkorps sowie ein Fanfarenkorps oder Tambourkorps, welches durch einen Tambourmajor geleitet wird. Auch üblich ist die Aufteilung in Züge, Kompanien oder bei großen Bruderschaften sogar Bataillone.
Vielerorts gibt es dann noch Ehrenräte, Damengruppen und Schießabteilungen.

## Dachorganisationen

### Deutschland
- Nordrhein-Westfalen, Rheinland-Pfalz und Niedersachsen: Bund der historischen deutschen Schützenbruderschaften
- Nordrhein-Westfalen (Sauerland): Sauerländer Schützenbund
- Nordrhein-Westfalen (Kreis Olpe): Kreisschützenbund Olpe (Mitglied im Sauerländer Schützenbund SSB)
- Nordrhein-Westfalen (Raum Arnsberg): Kreisschützenbund Arnsberg (Mitglied im SSB)
- Nordrhein-Westfalen (Raum Brilon): Kreisschützenbund Brilon (Mitglied im SSB)
- Nordrhein-Westfalen (Raum Meschede): Kreisschützenbund Meschede (Mitglied im SSB)
- Nordrhein-Westfalen (Raum Lippstadt): Kreisschützenbund Lippstadt (Mitglied im SSB)
- Nordrhein-Westfalen (Raum Soest): Kreisschützenbund Soest (Mitglied im SSB)
- Nordrhein-Westfalen (Raum Iserlohn): Kreisschützenbund Iserlohn (Mitglied im SSB)
- Nordrhein-Westfalen (Raum Büren): Kreisschützenbund Büren
- Nordrhein-Westfalen (Oberbergischer Kreis): Oberbergischer Schützenbund
- Nordrhein-Westfalen (Raum Düsseldorf): Interessengemeinschaft Düsseldorfer Schützenvereine e. V. und Umgebung
- Rheinland-Pfalz: Deutscher Schützenbund e. V.
- Rheinland: Rheinischer Schützenbund 1872 e. V.

### Schweiz
- Vereinigung der Historischen Schützengesellschaften[4]

### Österreich, Südtirol und Welschtirol
- Tirol: Bund der Tiroler Schützenkompanien
- Südtirol: Südtiroler Schützenbund
- Welschtirol: Welschtiroler Schützenbund

### Europa
- Europäische Gemeinschaft Historischer Schützen

## Schützenbruderschaften
Beispiele von Schützenbruderschaften mit langer Geschichte:
- St. Sebastians Schützenbruderschaft Hülchrath 1348
- Schützenbruderschaft St. Annae et Katharinae (Beyenburg, Wuppertal)
- Schützenbruderschaft St. Fabian und Sebastian 1653 Selm
- Schützenbruderschaft Hüsten, unter dem Schutze des Hl. Geistes von 1435 e. V.[5]
- St. Johannes Schützenbruderschaft 1653 e. V. Salzkotten
- St. Hubertus Schützenbruderschaft 1417 Brilon
- Liebfrauen-Schützenbruderschaft von 1630 Münster
- St. Martinus Schützenbruderschaft Borschemich von 1636
- St. Petri Junggesellen Schützenbruderschaft (Büderich, Wesel)
- St. Sebastianus Schützenbruderschaft Nörvenich 1408
- St. Sebastianus Schützenbruderschaft Geseke 1412
- St. Sebastianus Schützenbruderschaft Duisburg-Huckingen
- St. Sebastianus Schützenbruderschaft 1402 vom Heister zu Schönstein e. V.[6]
- St. Adelgundis Schützenbruderschaft Wegberg-Arsbeck 1353
- St. Antonius Schützenbruderschaft Körrenzig 1597
- Vereinigte St. Sebastianus- und Jungesellen-Schützenbruderschaften 1426 Geilenkirchen e. V. 1626
- St. Sebastianus-Bürgerschützengesellschaft Ahrweiler v. 1403
- St. Sebastianus-Kunibertus Schützenbruderschaft Heimerzheim 1515 e. V.

## Filme
- Dokumentarfilm Glaube Sitte Heimat – Deutschland/Frankreich 2010, Regie: Jürgen Ellinghaus, Vertrieb: AndanaFilms, Länge: 53:45, s. Website Glaube Sitte Heimat bei German Documentaries [engl.]. Dreisprachige DVD: EAN 3760248940045. VoD: realeyz